# Ковилкино
Ковилкино (рус. Ковылкино) град је у Русији у Мордовији. Према попису становништва из 2010. у граду је живело 21307 становника.

## Становништво
| 1939. | 1959.  | 1970.  | 1979.  | 1989.  | 2002.  | 2010.  |
| ----- | ------ | ------ | ------ | ------ | ------ | ------ |
| 5.100 | 10.484 | 17.300 | 19.996 | 21.615 | 21.873 | 21.307 |